# Адский огонь (рассказ)
«Адский огонь» (англ. Hell-Fire) — научно-фантастический рассказ американского писателя Айзека Азимова, первоначально опубликованный в журнале «Фантастическая Вселенная» за май 1956 года и включённый в сборник 1957 года «На земле достаточного много места». Рассказ очень короток, в нём отражены опасения автора насчёт ядерного оружия.

## Сюжет
Репортёр Элвин Хорнер приходит на демонстрацию замедленной съёмки атомного взрыва. Он вступает в разговор с Джозефо Винченцо, учёным из Лос-Аламоса, который выражает свои страхи насчёт распространения ядерного оружия. Винченцо считает, что века войн и убийств ничему не научили людей, и называет ядерное оружие «адским огнём». Когда начинается показ записи, зрители в ужасе видят в «цветке пламени» лицо чёрта.